# Charles-Benjamin de Lubières

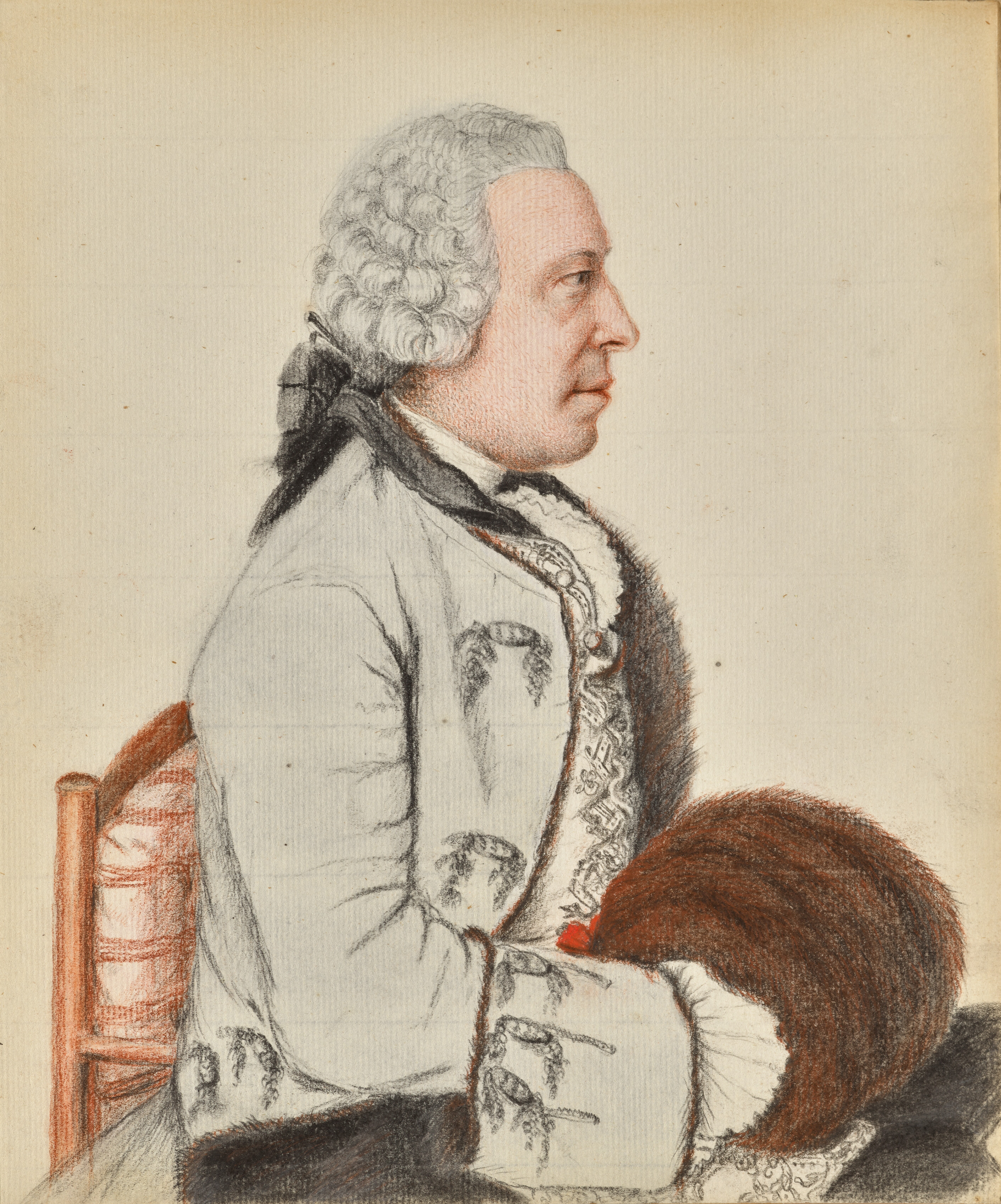
Porträt von Charles-Benjamin de Langes de Montmirail, Baron de Lubières, aus dem Museum des J. Paul Getty Museum, Gemälde von Jean-Étienne Liotard

Charles-Benjamin de Langes de Montmirail, Baron de Lubières  (* 1714 in Berlin; † 1. Juni 1790) war ein Genfer Mathematiker und Enzyklopädist.

## Leben und Wirken
Charles-Benjamin de Lubières war der Nachkomme einer alten calvinistischen Familie aus dem Fürstentum Orange. Sein Großvater Frédéric de Langes de Lubières (1630–1697) war im Jahre 1687 Präsident des dortigen Parlements, Président du Parlement d’Orange. Er starb im Jahre 1697 inhaftiert in Lyon, da er sich einer Konversion zum Katholizismus verweigerte.
Charles-Benjamin de Lubières war der Sohn von François de Langes de Montmirail de Lubières (1664–1720) und der Genferin Marie Calandrini (1677–1762). Sein Vater, ebenfalls aus dem Fürstentum Orange, hatte dort die Funktion eines Gouverneurs inne. Auch der Vater verließ im Jahre 1703 das Fürstentum. Vor dem Hintergrund weiterer religiöser Diskriminierung flüchtete er zunächst nach Genf und dann nach Berlin. Später wurde er Mitglied der preußischen Armee im Rang eines major-général des troupes prussiennes und in der Folge Gouverneur des preußischen Fürstentums Neuchâtel (Schweiz). Der Vater starb 1720 in Berlin und wurde dort auch beigesetzt.
Charles-Benjamin de Lubières wurde 1714 in Berlin geboren, er war das siebte von acht Kindern der Familie de Lubières; bedingt aber durch die hohe Säuglingssterblichkeit, blieb er der einzige männliche Nachkomme seiner Eltern.
Im Jahre 1732 wurde er Bürger von Genf, bourgeois de Genève, später auch Gouverneur von Neufchâtel und im Jahre 1752 Mitglied des Parlaments der Genfer Republik, Conseil des Deux Cents de Genève. Am 22. Oktober 1764 heiratete er in Genf die Olympe Camp (1709–1785).
Lubières war Mitglied der Société des Gens de Lettres Genève zusammen etwa mit dem Mathematiker und Philosophen Gabriel Cramer, Jean-Louis Calandrini (1703–1758) und dem Generalstaatsanwalt, procureur général Jean-Robert Tronchin (1710–1793).
Für die Encyclopédie von Denis Diderot schrieb er Artikel über die Wahrscheinlichkeit, probabilité, die Idee, idée, und die Induktion, induction.

## Werke
- Éloge du mathématicien Gabriel Cramer